# J-SA51
J-SA51（ジェイ エスエイ ゴーイチ）は、三洋電機が製造し、J-フォン（→vodafone→ソフトバンク）が販売していたPDC通信方式の携帯電話端末である。

## 特徴
出典: (1)
SANYOとしては初となるムービー写メール対応機種。主な機能としてZIPファイルの解凍・圧縮をサポートしている。2003年3月には新色として「グレイスゴールド」が追加された。ディスプレイは132×176ドットの262,144(=218)色、背面ディスプレイは65,536(=216)色。

## 付属品
- 電池パック
- 急速充電器
- 卓上ホルダー